# Dommartin (Bâgé-Dommartin)
Dommartin è un ex comune francese di 843 abitanti ora frazione di Bâgé-Dommartin, situato nel dipartimento dell'Ain della regione dell'Alvernia-Rodano-Alpi.

## Società

### Evoluzione demografica
Abitanti censiti